# 2003年イタリアグランプリ
2003年イタリアグランプリ (LXXIV Gran Premio Vodafone d'Italia) は、2003年F1世界選手権の第14戦として、2003年9月14日にモンツァ・サーキットで開催された。

## レース前
ミシュラン製のタイヤのトレッド幅がレース後に広くなっていることが判明、このレース前までにトレッド幅を変更することになった。
劣勢にありここ2戦で情けない状態が続いたフェラーリは直前のモンツァ合同テストで大量のブリヂストン製タイヤのテストを行い、必勝態勢で臨んだ。このモンツァ合同テストではラルフ・シューマッハがクラッシュし、金曜日は走行を行ったものの、土曜日以降はマルク・ジェネが代役を務めた。
ハンガリーグランプリのプラクティスで大事故を起こしたファーマンは今回も欠場し、前戦でデビューしたバウムガルトナーが再び参戦する。

## 予選
アロンソは土曜予選でミスをしたため、予選中最も遅いタイムを記録してしまった。

## 決勝
スタートは上位陣では混乱はなかったが、後方のグリッドで混乱があった。最後列のミナルディとルノーが接触。1台は宙を舞ったが無事に着地した。しかし前方でもルノーのもう1台トゥルーリがマシントラブルで1度もホームストレートに戻ってこないままレースを終えてしまった。
先頭争いはシューマッハにモントーヤが仕掛けるも、シューマッハはうまくモントーヤの攻撃をしのぎ、トップを守ったままオープニングラップを帰って来た。その後はピットインの際にもモントーヤにその位置を譲らず、そのまま満員のティフォシたちの前で今シーズン5勝目をあげた。バリチェロも3位となり、フェラーリが表彰台のふたつをしめた。ドライバーズチャンピオンシップでのリードを広げることができた。モントーヤは終盤、周回遅れのフレンツェンに苦労した。フレンツェンは終盤まで8位を走っていたが、のこりあとわずかというところでトラブルが発生、アロンソが8位に入った。
ラルフ・シューマッハの代役のジェネは5位でフィニッシュし、これは自身最高位の入賞となる。ビルヌーブは第3戦以来のポイント獲得となったが、チームはこの時点で来シーズンのドライバーを決めていたという発言も行った。バウムガルトナーはこれがジョーダンでの最後のレースとなり、レースでも完走を果たした。
なおこのレースは247.585km/hと、当時史上最も速い平均レース速度で終了した。これまでの記録は1971年イタリアグランプリでピーター・ゲシンが記録して以来の新記録となった。当時のモンツァにはシケインがなく、シケインができてからは最速記録である。
| 順位     | No | ドライバー                       | チーム                  | 周回 | タイム             | グリッド | ポイント |
| -------- | -- | -------------------------------- | ----------------------- | ---- | ------------------ | -------- | -------- |
| 1        | 1  | ミハエル・シューマッハ           | フェラーリ              | 53   | 1:14:19.838        | 1        | 10       |
| 2        | 3  | ファン・パブロ・モントーヤ       | ウィリアムズ-BMW        | 53   | +5.294             | 2        | 8        |
| 3        | 2  | ルーベンス・バリチェロ           | フェラーリ              | 53   | +11.835            | 3        | 6        |
| 4        | 6  | キミ・ライコネン                 | マクラーレン-メルセデス | 53   | +12.834            | 4        | 5        |
| 5        | 4  | マルク・ジェネ                   | ウィリアムズ-BMW        | 53   | +27.891            | 5        | 4        |
| 6        | 16 | ジャック・ヴィルヌーヴ           | B・A・R-ホンダ          | 52   | +1 Lap             | 10       | 3        |
| 7        | 14 | マーク・ウェバー                 | ジャガー-コスワース     | 52   | +1 Lap             | 11       | 2        |
| 8        | 8  | フェルナンド・アロンソ           | ルノー                  | 52   | +1 Lap             | 20       | 1        |
| 9        | 9  | ニック・ハイドフェルド           | ザウバー-ペトロナス     | 52   | +1 Lap             | 16       |          |
| 10       | 11 | ジャンカルロ・フィジケラ         | ジョーダン-フォード     | 52   | +1 Lap             | 13       |          |
| 11       | 12 | ゾルト・バウムガルトナー         | ジョーダン-フォード     | 51   | +2 Laps            | 18       |          |
| 12       | 18 | ニコラス・キエーサ               | ミナルディ-コスワース   | 51   | +2 Laps            | 19       |          |
| 13       | 10 | ハインツ＝ハラルド・フレンツェン | ザウバー-ペトロナス     | 50   | トランスミッション | 14       |          |
| リタイア | 5  | デビッド・クルサード             | マクラーレン-メルセデス | 45   | 燃料圧             | 8        |          |
| リタイア | 20 | オリビエ・パニス                 | トヨタ                  | 35   | ブレーキ           | 9        |          |
| リタイア | 19 | ヨス・フェルスタッペン           | ミナルディ-コスワース   | 27   | オイル漏れ         | 17       |          |
| リタイア | 17 | ジェンソン・バトン               | B・A・R-ホンダ          | 24   | ギアボックス       | 7        |          |
| リタイア | 21 | クリスチアーノ・ダ・マッタ       | トヨタ                  | 3    | タイヤ             | 12       |          |
| リタイア | 15 | ジャスティン・ウィルソン         | ジャガー-コスワース     | 2    | ギアボックス       | 15       |          |
| リタイア | 7  | ヤルノ・トゥルーリ               | ルノー                  | 0    | ハイロドリック     | 6        |          |

## 注
- ファステストラップ：ミハエル・シューマッハ 1.21.832
- このレースには以前ミナルディをドライブしたドライバーが9名出場した。：マルク・ジェネ、ヤルノ・トゥルーリ、フェルナンド・アロンソ、ジャンカルロ・フィジケラ、ゾルト・バウムガルトナー、マーク・ウェバー、ジャスティン・ウィルソン、ニコラス・キエーサ、ヨス・フェルスタッペン
- このレースには以前もしくはその後ウィリアムズをドライブしたドライバーが9名出場した。：ファン・パブロ・モントーヤ、ルーベンス・バリチェロ、マルク・ジェネ、ジャック・ヴィルヌーヴ、マーク・ウェバー、ニック・ハイドフェルド、ハインツ＝ハラルド・フレンツェン、デビッド・クルサード、ジェンソン・バトン

## 第14戦終了時点でのランキング
- 太字は理論上ワールドチャンピオンの可能性あり

| 順位 | ドライバー                 | ポイント |
| ---- | -------------------------- | -------- |
| 1    | ミハエル・シューマッハ     | 82       |
| 2    | ファン・パブロ・モントーヤ | 79       |
| 3    | キミ・ライコネン           | 75       |
| 4    | ラルフ・シューマッハ       | 58       |
| 5    | ルーベンス・バリチェロ     | 55       |

| 順位 | コンストラクター        | ポイント |
| ---- | ----------------------- | -------- |
| 1    | ウィリアムズ-BMW        | 141      |
| 2    | フェラーリ              | 137      |
| 3    | マクラーレン-メルセデス | 120      |
| 4    | ルノー                  | 79       |
| 5    | B・A・R-ホンダ          | 18       |

- 注：ドライバー、コンストラクター共にトップ5のみ表示。

## 参照
| 前戦 2003年ハンガリーグランプリ   | FIA F1世界選手権 2003年シーズン | 次戦 2003年アメリカグランプリ     |
| 前回開催 2002年イタリアグランプリ | イタリアグランプリ              | 次回開催 2004年イタリアグランプリ |

座標: 北緯45度36分56秒 東経9度16分52秒 / 北緯45.61556度 東経9.28111度